# Rosenborg Ballklub 2018
Questa voce raccoglie le informazioni riguardanti il Rosenborg Ballklub nelle competizioni ufficiali della stagione 2018.

## Stagione
A seguito dell'affermazione finale arrivata nel campionato 2017, nella stagione 2018 il Rosenborg avrebbe partecipato al Mesterfinalen, all'Eliteserien, al Norgesmesterskapet e alla Champions League. Il 19 dicembre 2017 sono stati compilati i calendari per l'Eliteserien: alla 1ª giornata, il Rosenborg avrebbe fatto visita al Sarpsborg 08 al Sarpsborg Stadion.
La sfida per assegnare il Mesterfinalen era inizialmente prevista per il 5 marzo, per essere poi posticipata al 26 aprile a causa del forte freddo norvegese, che avrebbe rischiato di rovinare il manto da gioco nel caso in cui la partita fosse stata disputata. Il Rosenborg si è aggiudicato il trofeo, grazie alla vittoria col punteggio di 1-0.
Il 19 luglio 2018, l'allenatore Kåre Ingebrigtsen ha lasciato l'incarico.

## Rosa
| N. |                      | Ruolo | Calciatore            |
| -- | -------------------- | ----- | --------------------- |
| 1  | Norvegia (bandiera)  | P     | André Hansen          |
| 2  | Norvegia (bandiera)  | D     | Vegar Eggen Hedenstad |
| 3  | Norvegia (bandiera)  | D     | Birger Meling         |
| 4  | Norvegia (bandiera)  | D     | Tore Reginiussen      |
| 5  | Danimarca (bandiera) | D     | Jacob Rasmussen       |
| 7  | Danimarca (bandiera) | C     | Mike Jensen           |
| 8  | Norvegia (bandiera)  | C     | Anders Konradsen      |
| 9  | Danimarca (bandiera) | A     | Nicklas Bendtner      |
| 10 | Islanda (bandiera)   | A     | Matthías Vilhjálmsson |
| 11 | Norvegia (bandiera)  | A     | Yann-Erik de Lanlay   |
| 14 | Norvegia (bandiera)  | A     | Alexander Søderlund   |
| 15 | Norvegia (bandiera)  | C     | Anders Trondsen       |
| 16 | Norvegia (bandiera)  | D     | Even Hovland          |
| 17 | Svezia (bandiera)    | A     | Jonathan Levi         |
| 18 | Norvegia (bandiera)  | C     | Magnus Stamnestrø     |

| N. |                                 | Ruolo | Calciatore         |
| -- | ------------------------------- | ----- | ------------------ |
| 20 | Australia (bandiera)            | D     | Alex Gersbach      |
| 20 | Danimarca (bandiera)            | D     | Malte Amundsen     |
| 21 | Norvegia (bandiera)             | D     | Erlend Dahl Reitan |
| 22 | Norvegia (bandiera)             | C     | Morten Konradsen   |
| 23 | Norvegia (bandiera)             | A     | Pål André Helland  |
| 24 | Norvegia (bandiera)             | P     | Arild Østbø        |
| 25 | Norvegia (bandiera)             | C     | Marius Lundemo     |
| 26 | Bosnia ed Erzegovina (bandiera) | D     | Besim Šerbečić     |
| 27 | Tunisia (bandiera)              | A     | Issam Jebali       |
| 27 | Norvegia (bandiera)             | A     | Rafik Zekhnini     |
| 28 | Nigeria (bandiera)              | A     | Samuel Adegbenro   |
| 34 | Norvegia (bandiera)             | A     | Erik Botheim       |
| 36 | Norvegia (bandiera)             | C     | Olaus Skarsem      |
| 38 | Norvegia (bandiera)             | D     | Torbjørn Heggem    |
| –– | Serbia (bandiera)               | C     | Đorđe Denić        |

## Calciomercato

### Sessione invernale(dal 01/01 al 31/03)
| Arrivi           | Arrivi              | Arrivi           | Arrivi        |
| R.               | Nome                | da               | Modalità      |
| ---------------- | ------------------- | ---------------- | ------------- |
| D                | Malte Amundsen      | HB Køge          | definitivo    |
| D                | Erlend Dahl Reitan  | Bodø/Glimt       | fine prestito |
| D                | Even Hovland        | Sogndal          | definitivo    |
| D                | Besim Šerbečić      | Radnik Bijeljina | definitivo    |
| A                | Alexander Søderlund | Saint-Étienne    | definitivo    |
| A                | Rafik Zekhnini      | Fiorentina       | prestito      |
| Altre operazioni |                     |                  |               |
| R.               | Nome                | da               | Modalità      |
| P                | Julian Faye Lund    | Levanger         | fine prestito |
| C                | Igoh Ogbu           | Gombe Utd        | definitivo    |
| C                | Sivert Solli        | Elverum          | fine prestito |

| Partenze | Partenze            | Partenze    | Partenze      |
| R.       | Nome                | a           | Modalità      |
| -------- | ------------------- | ----------- | ------------- |
| P        | Julian Faye Lund    | Levanger    | prestito      |
| D        | Alex Gersbach       | Lens        | prestito      |
| D        | Johan Lædre Bjørdal |             | svincolato    |
| D        | Jørgen Skjelvik     |             | svincolato    |
| C        | Igoh Ogbu           | Levanger    | prestito      |
| C        | Sivert Solli        | Ranheim     | definitivo    |
| A        | Andreas Helmersen   | Ranheim     | prestito      |
| A        | Milan Jevtović      | Antalyaspor | fine prestito |

### Tra le due sessioni
| Arrivi | Arrivi | Arrivi | Arrivi   |
| R.     | Nome   | da     | Modalità |
| ------ | ------ | ------ | -------- |

| Partenze | Partenze        | Partenze               | Partenze      |
| R.       | Nome            | a                      | Modalità      |
| -------- | --------------- | ---------------------- | ------------- |
| D        | Malte Amundsen  | Eintracht Braunschweig | prestito      |
| D        | Jacob Rasmussen | Empoli                 | definitivo    |
| A        | Rafik Zekhnini  | Fiorentina             | fine prestito |

### Sessione estiva(dal 19/07 al 15/08)
| Arrivi | Arrivi        | Arrivi       | Arrivi        |
| R.     | Nome          | da           | Modalità      |
| ------ | ------------- | ------------ | ------------- |
| D      | Alex Gersbach | Lens         | fine prestito |
| C      | Đorđe Denić   | Rad Belgrado | definitivo    |
| A      | Issam Jebali  | Elfsborg     | definitivo    |

| Partenze | Partenze          | Partenze   | Partenze   |
| R.       | Nome              | a          | Modalità   |
| -------- | ----------------- | ---------- | ---------- |
| C        | Morten Konradsen  | Bodø/Glimt | definitivo |
| C        | Magnus Stamnestrø | Ranheim    | definitivo |

## Risultati

### Mesterfinalen
| Arbitro: | Hagen (Grue) |

|  |           |              |
|  | Marcatori | 52’ Bendtner |

### Eliteserien

#### Girone di andata
| Arbitro: | Moen (Haugesund) |

|                  |           |  |
| Zachariassen 69’ | Marcatori |  |

| Arbitro: | Eskås (Oslo) |

|                                |           |                   |
| Adegbenro 51’ A. Konradsen 53’ | Marcatori | 11’ Bamba 80’ Bye |

| Arbitro: | Hobber Nilsen (Oslo) |

|                      |           |             |
| Rasmussen 57’ (aut.) | Marcatori | 55’ Helland |

| Arbitro: | Steen (Bergen) |

|                                                  |           |  |
| Bendtner 20’, 69’ Søderlund 30’ A. Konradsen 52’ | Marcatori |  |

| Arbitro: | Kjensli (Oslo) |

|  |           |               |
|  | Marcatori | 47’ Søderlund |

| Arbitro: | Døvle (Larvik) |

|                                  |           |  |
| Reginiussen 47’ A. Konradsen 90’ | Marcatori |  |

| Arbitro: | Eskås (Oslo) |

|  |           |            |
|  | Marcatori | 33’ Jensen |

| Arbitro: | Moen (Haugesund) |

|               |           |                 |
| de Lanlay 55’ | Marcatori | 77’ Reginiussen |

| Arbitro: | Hagen (Grue) |

|  |           |              |
|  | Marcatori | 49’ Trondsen |

| Arbitro: | Hobber Nilsen (Oslo) |

|                                        |           |  |
| Bendtner 13’ Helland 61’ Søderlund 75’ | Marcatori |  |

### Norgesmesterskapet
| Arbitro: | Solum Lystad |

|                                           |           |                                                                    |
| Johansen Midtsand 22’ Skjeldnes Berre 45’ | Marcatori | 28’ Zekhnini 47’ Lundemo 52’ Søderlund 90’ (aut.) Haugen Bjørnstad |

| Arbitro: | Eggen |

|  |           |                                                   |
|  | Marcatori | 28’ Trondsen 30’, 45’, 90’ Botheim 85’ Stamnestrø |

| Arbitro: | Hagenes (Flaktveit) |

|  |           |               |
|  | Marcatori | 64’ Søderlund |

## Statistiche

### Statistiche di squadra
| Competizione       | Punti | In casa | In casa | In casa | In casa | In casa | In casa | In trasferta | In trasferta | In trasferta | In trasferta | In trasferta | In trasferta | Totale | Totale | Totale | Totale | Totale | Totale | DR |
| Competizione       | Punti | G       | V       | N       | P       | Gf      | Gs      | G            | V            | N            | P            | Gf           | Gs           | G      | V      | N      | P      | Gf     | Gs     | DR |
| ------------------ | ----- | ------- | ------- | ------- | ------- | ------- | ------- | ------------ | ------------ | ------------ | ------------ | ------------ | ------------ | ------ | ------ | ------ | ------ | ------ | ------ | -- |
| Mesterfinalen      | -     | 0       | 0       | 0       | 0       | 0       | 0       | 0            | 0            | 0            | 0            | 0            | 0            | 0      | 0      | 0      | 0      | 0      | 0      | 0  |
| Eliteserien        | 0     | 0       | 0       | 0       | 0       | 0       | 0       | 0            | 0            | 0            | 0            | 0            | 0            | 0      | 0      | 0      | 0      | 0      | 0      | 0  |
| Norgesmesterskapet | -     | 0       | 0       | 0       | 0       | 0       | 0       | 0            | 0            | 0            | 0            | 0            | 0            | 0      | 0      | 0      | 0      | 0      | 0      | 0  |
| Champions League   | -     | 0       | 0       | 0       | 0       | 0       | 0       | 0            | 0            | 0            | 0            | 0            | 0            | 0      | 0      | 0      | 0      | 0      | 0      | 0  |
| Europa League      | -     | 0       | 0       | 0       | 0       | 0       | 0       | 0            | 0            | 0            | 0            | 0            | 0            | 0      | 0      | 0      | 0      | 0      | 0      | 0  |
| Totale             | -     | 0       | 0       | 0       | 0       | 0       | 0       | 0            | 0            | 0            | 0            | 0            | 0            | 0      | 0      | 0      | 0      | 0      | 0      | 0  |

### Andamento in campionato
| Giornata  | 1  | 2  | 3  | 4 | 5 | 6 | 7 | 8 | 9 | 10 | 11 | 12 | 13 | 14 | 15 | 16 | 17 | 18 | 19 | 20 | 21 | 22 | 23 | 24 | 25 | 26 | 27 | 28 | 29 | 30 |
| --------- | -- | -- | -- | - | - | - | - | - | - | -- | -- | -- | -- | -- | -- | -- | -- | -- | -- | -- | -- | -- | -- | -- | -- | -- | -- | -- | -- | -- |
| Luogo     | T  | C  | T  | C | T | C | T | C | T | C  | T  | C  | T  | C  | T  | C  | T  | C  | T  | C  | C  | T  | C  | T  | C  | T  | T  | C  | T  | C  |
| Risultato | P  | N  | N  | V | V | V | V | N | V | V  |    |    |    |    |    |    |    |    |    |    |    |    |    |    |    |    |    |    |    |    |
| Posizione | 11 | 11 | 12 | 8 | 6 | 4 | 2 | 2 | 2 | 2  |    |    |    |    |    |    |    |    |    |    |    |    |    |    |    |    |    |    |    |    |

Fonte:  Eliteserien 2018, su altomfotball.no, Altomfotball.
Legenda:

Luogo: C = Casa; T = Trasferta. Risultato: V = Vittoria; N = Pareggio; P = Sconfitta.

### Statistiche dei giocatori
| Giocatore          | Eliteserien | Eliteserien | Eliteserien | Eliteserien | Norgesmesterskapet | Norgesmesterskapet | Norgesmesterskapet | Norgesmesterskapet | Champions League+Europa League | Champions League+Europa League | Champions League+Europa League | Champions League+Europa League | Mesterfinalen | Mesterfinalen | Mesterfinalen | Mesterfinalen | Totale   | Totale | Totale      | Totale     |
| Giocatore          | Presenze    | Reti        | Ammonizioni | Espulsioni  | Presenze           | Reti               | Ammonizioni        | Espulsioni         | Presenze                       | Reti                           | Ammonizioni                    | Espulsioni                     | Presenze      | Reti          | Ammonizioni   | Espulsioni    | Presenze | Reti   | Ammonizioni | Espulsioni |
| ------------------ | ----------- | ----------- | ----------- | ----------- | ------------------ | ------------------ | ------------------ | ------------------ | ------------------------------ | ------------------------------ | ------------------------------ | ------------------------------ | ------------- | ------------- | ------------- | ------------- | -------- | ------ | ----------- | ---------- |
| S. Adegbenro       | 0           | 0           | 0           | 0           | 0                  | 0                  | 0                  | 0                  | 0                              | 0                              | 0                              | 0                              |               |               |               |               | 0        | 0      | 0           | 0          |
| M. Amundsen        | 0           | 0           | 0           | 0           | 0                  | 0                  | 0                  | 0                  | 0                              | 0                              | 0                              | 0                              |               |               |               |               | 0        | 0      | 0           | 0          |
| N. Bendtner        | 0           | 0           | 0           | 0           | 0                  | 0                  | 0                  | 0                  | 0                              | 0                              | 0                              | 0                              |               |               |               |               | 0        | 0      | 0           | 0          |
| E. Botheim         | 0           | 0           | 0           | 0           | 0                  | 0                  | 0                  | 0                  | 0                              | 0                              | 0                              | 0                              |               |               |               |               | 0        | 0      | 0           | 0          |
| E. Dahl Reitan     | 0           | 0           | 0           | 0           | 0                  | 0                  | 0                  | 0                  | 0                              | 0                              | 0                              | 0                              |               |               |               |               | 0        | 0      | 0           | 0          |
| Đ. Denić           | 0           | 0           | 0           | 0           | 0                  | 0                  | 0                  | 0                  | 0                              | 0                              | 0                              | 0                              | -             | -             | -             | -             | 0        | 0      | 0           | 0          |
| Y. de Lanlay       | 0           | 0           | 0           | 0           | 0                  | 0                  | 0                  | 0                  | 0                              | 0                              | 0                              | 0                              |               |               |               |               | 0        | 0      | 0           | 0          |
| V. Eggen Hedenstad | 0           | 0           | 0           | 0           | 0                  | 0                  | 0                  | 0                  | 0                              | 0                              | 0                              | 0                              |               |               |               |               | 0        | 0      | 0           | 0          |
| A. Hansen          | 0           | -0          | 0           | 0           | 0                  | -0                 | 0                  | 0                  | 0                              | -0                             | 0                              | 0                              |               |               |               |               | 0        | 0      | 0           | 0          |
| T. Heggem          | 0           | 0           | 0           | 0           | 0                  | 0                  | 0                  | 0                  | 0                              | 0                              | 0                              | 0                              |               |               |               |               | 0        | 0      | 0           | 0          |
| P. Helland         | 0           | 0           | 0           | 0           | 0                  | 0                  | 0                  | 0                  | 0                              | 0                              | 0                              | 0                              |               |               |               |               | 0        | 0      | 0           | 0          |
| E. Hovland         | 0           | 0           | 0           | 0           | 0                  | 0                  | 0                  | 0                  | 0                              | 0                              | 0                              | 0                              |               |               |               |               | 0        | 0      | 0           | 0          |
| I. Jebali          | 0           | 0           | 0           | 0           | 0                  | 0                  | 0                  | 0                  | 0                              | 0                              | 0                              | 0                              |               |               |               |               | 0        | 0      | 0           | 0          |
| M. Jensen          | 0           | 0           | 0           | 0           | 0                  | 0                  | 0                  | 0                  | 0                              | 0                              | 0                              | 0                              |               |               |               |               | 0        | 0      | 0           | 0          |
| A. Konradsen       | 0           | 0           | 0           | 0           | 0                  | 0                  | 0                  | 0                  | 0                              | 0                              | 0                              | 0                              |               |               |               |               | 0        | 0      | 0           | 0          |
| M. Konradsen       | 0           | 0           | 0           | 0           | 0                  | 0                  | 0                  | 0                  | 0                              | 0                              | 0                              | 0                              |               |               |               |               | 0        | 0      | 0           | 0          |
| J. Levi            | 0           | 0           | 0           | 0           | 0                  | 0                  | 0                  | 0                  | 0                              | 0                              | 0                              | 0                              |               |               |               |               | 0        | 0      | 0           | 0          |
| M. Lundemo         | 0           | 0           | 0           | 0           | 0                  | 0                  | 0                  | 0                  | 0                              | 0                              | 0                              | 0                              |               |               |               |               | 0        | 0      | 0           | 0          |
| B. Meling          | 0           | 0           | 0           | 0           | 0                  | 0                  | 0                  | 0                  | 0                              | 0                              | 0                              | 0                              |               |               |               |               | 0        | 0      | 0           | 0          |
| A. Østbø           | 0           | -0          | 0           | 0           | 0                  | -0                 | 0                  | 0                  | 0                              | -0                             | 0                              | 0                              |               |               |               |               | 0        | 0      | 0           | 0          |
| J. Rasmussen       | 0           | 0           | 0           | 0           | 0                  | 0                  | 0                  | 0                  | 0                              | 0                              | 0                              | 0                              |               |               |               |               | 0        | 0      | 0           | 0          |
| T. Reginiussen     | 0           | 0           | 0           | 0           | 0                  | 0                  | 0                  | 0                  | 0                              | 0                              | 0                              | 0                              |               |               |               |               | 0        | 0      | 0           | 0          |
| B. Šerbečić        | 0           | 0           | 0           | 0           | 0                  | 0                  | 0                  | 0                  | 0                              | 0                              | 0                              | 0                              |               |               |               |               | 0        | 0      | 0           | 0          |
| O. Skarsem         | 0           | 0           | 0           | 0           | 0                  | 0                  | 0                  | 0                  | 0                              | 0                              | 0                              | 0                              |               |               |               |               | 0        | 0      | 0           | 0          |
| A. Søderlund       | 0           | 0           | 0           | 0           | 0                  | 0                  | 0                  | 0                  | 0                              | 0                              | 0                              | 0                              |               |               |               |               | 0        | 0      | 0           | 0          |
| M. Stamnestrø      | 0           | 0           | 0           | 0           | 0                  | 0                  | 0                  | 0                  | 0                              | 0                              | 0                              | 0                              |               |               |               |               | 0        | 0      | 0           | 0          |
| A. Trondsen        | 0           | 0           | 0           | 0           | 0                  | 0                  | 0                  | 0                  | 0                              | 0                              | 0                              | 0                              |               |               |               |               | 0        | 0      | 0           | 0          |
| M. Vilhjálmsson    | 0           | 0           | 0           | 0           | 0                  | 0                  | 0                  | 0                  | 0                              | 0                              | 0                              | 0                              |               |               |               |               | 0        | 0      | 0           | 0          |
| R. Zekhnini        | 0           | 0           | 0           | 0           | 0                  | 0                  | 0                  | 0                  | 0                              | 0                              | 0                              | 0                              |               |               |               |               | 0        | 0      | 0           | 0          |